# 레이스 (드라마)
《레이스》(영어: RACE)는 디즈니+에서 2023년 5월 10일부터 2023년 6월 14일까지 방영한 대한민국의 드라마이다.

## 출연진

### 주요 인물
- 이연희 : 박윤조 역
- 홍종현 : 류재민 역
- 문소리 : 구이정 역
- 정윤호 : 서동훈 역

### 주변 인물
- 조한철 : 송선태 역
- 백지원 : 김희영 역
- 윤금선아 : 이실장 역
- 백지혜 : 신지효 역
- 김정 : 지은정 역
- 하성광 : 진병만 역
- 김종태 : 정수환 역
- 윤석현 : 맹철준 역
- 고하 : 최혜영 역
- 김예은 : 허은 역
- 김서연 : 안유진 역
- 박세현 : 이해조 역
- 유정래 : 전다정 역
- 이가경 : 김정희 역
- 김혜화 : 임지현 역
- 윤지현 : 김후길 역
- 김민주 : 이승희 역
- 전진기 : 김연수 역
- 김태훈 : 안은석 역
- 손병호 : 정구영 역
- 오민애 : 화자 역

### 특별출연
- 유희관 : 클라이언트 역
- 김소연
- 진선규

## 참고 사항
- 극중 서동훈 역을 맡은 정윤호는 《멜로홀릭》이후 6년만에 복귀하는 작품이기도 하다